# Este, Veneto
Este este un oraș și comună din provincia Padova, regiunea Veneto, Italia, cu o populație de 15.975 locuitori (1 ianuarie 2023) și o suprafață de 32,81 km².

## Personalități născute aici
- Lucio Nicoletto (1972), episcop romano-catolic

## Demografie
Este - evoluția demografică

|  | Graficele sunt indisponibile din cauza unor probleme tehnice. Mai multe informații se găsesc la Phabricator și la wiki-ul MediaWiki. |

Date: Recensăminte sau birourile de statistică - grafică realizată de Wikipedia